# Reno FC
El Reno FC és un club de futbol jamaicà de la ciutat de Savanna-la-Mar.

## Palmarès
- Lliga jamaicana de futbol: [1]
  - 1990, 1991, 1995
- Copa jamaicana de futbol: [2]
  - 1995, 1996

## Futbolistes destacats
- Aaron Lawrence
- O'Brian Woodbine